# 東德航空102號班機空難
東德航空102號班機（IF102）是一班由東德東柏林飛往蘇聯莫斯科的國際定期航班，由伊爾-62執行。1989年6月17日，編號為DDR-SEW的伊爾-62M執行此班機，在起飛時墜毀，導致機上12人及地面1人遇難，機上其餘82名乘客和10名機組人員生還。

## 涉事航機
失事客機是一架1988年製造的伊爾-62M，生產序列號為2850324，使用四台索洛維耶夫D-30KU發動機。

## 事故經過
這架1988年出廠的伊爾-62於8時15分滑行至25L跑道，開始起飛，當時載有10名機組人員和103名乘客。但飛機在加速準備離地時，機長意識到飛機並沒有開始拉起，隨後決定中止起飛並開啟推力反向器。飛航工程師卻未能打開擾流板，推力反向器亦未能開啟，導致飛機無法制動，最終於8時28分高速滑出跑道，撞擊一個蓄水池後衝進森林，最終停在一片玉米地上並起火。
事故中共計21名乘客遇難，其中機上15人當場死亡，2人在送往醫院的途中死亡，4人在醫院不治身亡，地面1人亦在事故中遇難。

## 事發原因
起飛時機組人員已經注意到飛機的升降舵發生故障，而當班的飛航工程師曼弗雷德曾於1970年在莫斯科經歷過類似事件，但飛機正常起飛，然而在IF102班機上並未開啟推力反向器，飛機無法完全制動。飛航工程師因此被控過失殺人罪，但於1997年11月5日被判無罪釋放。
調查指出東德航空並未足夠重視對機員的培訓，飛航工程師因此在事故中驚慌失措以致操作失誤。.